# Jackson Martínez
Jackson Arley Martínez Valencia (født 3. oktober 1986 i Quibdó) er en colombiansk fodboldspiller (angriber).
Martinez startede sin karriere i hjemlandet hos Independiente Medellín. Efter succesfulde sæsoner skiftede han i 2010 til den mexicanske klub Chiapas. I juli 2012 blev han solgt videre til FC Porto for en pris svarende til 65 millioner kroner. I Porto fik han øjeblikkeligt succes, og blev i sine to første sæsoner i klubben topscorer i den portugisiske liga, ligesom han i 2013 hjalp klubben til at vinde mesterskabet. I sommeren 2015 skiftede han ti Atlético Madrid.

## Landshold
Martinez har (pr. marts 2018) spillet 40 kampe og scoret ni mål for Colombias landshold, som han debuterede for 5. september 2009 i et opgør mod Ecuador. Han var en del af den colombianske trup til VM i 2014 i Brasilien.